# Pinella Dragani
Giuseppina Dragani, detta Pinella (Roma, 13 settembre 1957), è una doppiatrice italiana.

## Biografia
Ha prestato la sua voce a numerose attrici, tra cui Julianne Moore, Catherine Zeta-Jones, Jennifer Lopez , Kate Beckinsale e Jane Kaczmarek
Nel campo animato è conosciuta soprattutto per aver doppiato Turanga Leela in Futurama (st. 1-7) e Mucca in Mucca e pollo.
Si è ritirata nel 2019.

## Doppiaggio

### Film
- Catherine Zeta-Jones in La maschera di Zorro, The Legend of Zorro, Entrapment, Traffic, I perfetti innamorati, The Terminal, Effetti collaterali
- Jennifer Lopez in Out of Sight, Anaconda, Via dall'incubo, Un amore a 5 stelle, Amore estremo - Tough Love
- Linda Fiorentino in Men in Black, Un perfetto criminale, Da che pianeta vieni?, Dogma
- Emma Sjöberg in Taxxi, Taxxi 2, Taxxi 3, Taxxi 4
- Kate Beckinsale in Underworld, Underworld: Evolution, Underworld - La ribellione dei Lycans, Underworld - Il risveglio
- Vivica A. Fox in Un gioco per due, Incantesimo in soffitta, Motives
- Natascha McElhone in L'ombra del diavolo, Killing me softly - Uccidimi dolcemente, Paura.com
- Julianne Moore in Benny & Joon, Il mondo perduto - Jurassic Park, I figli degli uomini
- Tilda Swinton in Vanilla Sky, The Statement - La sentenza
- Robin Wright in La storia fantastica, Le parole che non ti ho detto
- Bonnie Hunt in Jumanji, Jerry Maguire
- Marcia Gay Harden in Vi presento Joe Black, Due candidati per una poltrona
- Geena Davis in La mosca
- Vicki Lewis in Godzilla[1]
- Amy Irving in Il potere magico
- Adrienne King in Venerdì 13 parte II: L'assassino ti siede accanto
- Kathleen Turner in Ho perso la testa per un cervello
- Sandra Bullock in 28 giorni
- Cathy Moriarty in Casper
- Diane Lane in Jack
- Wendy Makkena in Air Bud - Campione a quattro zampe
- Karen Allen in Miracolo a novembre
- Frances McDormand in Colpevole d'omicidio
- Claudia Christian in Bella, pazza e pericolosa
- Embeth Davidtz in L'uomo bicentenario
- Mary Steenburgen in The Dead Girl
- Bríd Brennan in Doppio gioco
- Rita Wilson in Se scappi, ti sposo
- Gretchen Mol in Il tredicesimo piano
- Wendy Crewson in Le verità nascoste
- Miri Fabian in Schindler's List - La lista di Schindler
- Lolita Davidovich in Hollywood Homicide
- Saffron Burrows in Peter Pan
- Lauren Holly in What Women Want - Quello che le donne vogliono
- Jennifer Tilly in La sposa di Chucky
- Brooke Shields in Lo scapolo d'oro

### Serie televisive
- Jill Hennessy in Crossing Jordan
- Jane Kaczmarek in Malcolm
- Lisa Vidal in Squadra emergenza
- Kim Delaney in CSI: Miami
- Emma Skelton in Sleepover Club
- Marion Kracht in La nostra amica Robbie
- Kari Wührer in I viaggiatori
- Christine Baranski in The Good Wife, The Good Fight (st. 1-2)
- Katharina Böhm ne Il commissario Lanz, Amico mio
- Jane Leeves in Frasier
- Bonnie Somerville in Friends
- Hélène Joy in I misteri di Murdoch
- Melissa Leo in Homicide

### Soap opera e telenovelas
- Michèle Marian in Julia - La strada per la felicità
- Verónica Castro in Anche i ricchi piangono
- Bruna Lombardi in Potere
- Lucía Méndez in Colorina

### Animazione
- Turanga Leela (1ª voce) in Futurama
- Mucca in Mucca e Pollo e Io sono Donato Fidato
- Madre di Andy in Toy Story - Il mondo dei giocattoli, Toy Story 2 - Woody e Buzz alla riscossa, Toy Story 3 - La grande fuga, Toy Story 4
- Dominique the Cyclops in Trigun
- Levian in Strange Dawn
- Ceres in Ayashi no Ceres
- Calamity Jane in Calamity Jane, leggenda del west
- Agente Elle in Men in Black
- Jacqueline McMadd in Ultimate Muscle
- Koros in Daitarn 3 (ridoppiaggio)
- Mamma in The Hive - La casa delle api
- Jagara in Wolf's Rain
- Sorella Eda in Black Lagoon
- Vicky in Red e Toby nemiciamici
- Zelda in L'incantesimo del lago 3 - Lo scrigno magico
- Theresia in Julie rosa di bosco
- Twinkle in Cowboy Bebop
- Volpina ne Le avventure del bosco piccolo
- Shelley Marsh (1ª voce) e Giudice Julie (ep. 3×06) in South Park[2] (doppiaggio SEFIT-CDC)
- Regina Genevieve in Barbie - La principessa e la povera
- Regina in Barbie e la magia di Pegaso

### Videogiochi
- Turanga Leela in Futurama[3]
- Wonder Woman in Justice League Heroes[4]